# Anders Flodman
Anders August Eugen Flodman, född 1835, död 1884, var en svensk författare och journalist.
Flodman blev student vid Uppsala universitet 1854, var medlem av Namnlösa sällskapet, och utgav 1867-72 Eskilstuna tidning samt var 1872-84 litteratur- och teaterkritiker i Aftonbladet. Flodman utgav Kritiska studier (1872) samt noveller och romaner, bland vilka märks Blad ur min praktik (1860) och En själfständig man (1861).